# Voleibol en los Juegos Suramericanos
El Torneo de voleibol en los Juegos Suramericanos es la competición de ese deporte, que se celebra en el marco de los Juegos Odesur.

## Torneo Masculino
| Edición                | País sede | Oro       | Plata     | Bronce    |
| ---------------------- | --------- | --------- | --------- | --------- |
| La Paz 1978            | Bolivia   | Argentina | Bolivia   | Paraguay  |
| Rosario 1982           | Argentina | Argentina | Brasil    | Perú      |
| Medellín 2010          | Colombia  | Argentina | Venezuela | Colombia  |
| Santiago de Chile 2014 | Chile     | Argentina | Chile     | Ecuador   |
| Cochabamba 2018        | Bolivia   | Argentina | Chile     | Venezuela |
| Asunción 2022          | Paraguay  | Chile     | Colombia  | Perú      |
| Santa Fe 2026          | Argentina |           |           |           |

### Medallero histórico
| Medallero Histórico de Voleibol Masculino en lo Juegos Suramericanos | Medallero Histórico de Voleibol Masculino en lo Juegos Suramericanos | Medallero Histórico de Voleibol Masculino en lo Juegos Suramericanos | Medallero Histórico de Voleibol Masculino en lo Juegos Suramericanos | Medallero Histórico de Voleibol Masculino en lo Juegos Suramericanos | Medallero Histórico de Voleibol Masculino en lo Juegos Suramericanos |
| -------------------------------------------------------------------- | -------------------------------------------------------------------- | -------------------------------------------------------------------- | -------------------------------------------------------------------- | -------------------------------------------------------------------- | -------------------------------------------------------------------- |
| #                                                                    | País                                                                 | Oro                                                                  | Plata                                                                | Bronce                                                               | Total                                                                |
| 1                                                                    | Argentina                                                            | 5                                                                    | 0                                                                    | 0                                                                    | 5                                                                    |
| 2                                                                    | Chile                                                                | 1                                                                    | 2                                                                    | 0                                                                    | 3                                                                    |
| 3                                                                    | Venezuela                                                            | 0                                                                    | 1                                                                    | 1                                                                    | 2                                                                    |
| 4                                                                    | Colombia                                                             | 0                                                                    | 1                                                                    | 1                                                                    | 2                                                                    |
| 4                                                                    | Bolivia                                                              | 0                                                                    | 1                                                                    | 0                                                                    | 1                                                                    |
| 6                                                                    | Brasil                                                               | 0                                                                    | 1                                                                    | 0                                                                    | 1                                                                    |
| 6                                                                    | Perú                                                                 | 0                                                                    | 0                                                                    | 2                                                                    | 2                                                                    |
| 6                                                                    | Ecuador                                                              | 0                                                                    | 0                                                                    | 1                                                                    | 1                                                                    |
| 6                                                                    | Paraguay                                                             | 0                                                                    | 0                                                                    | 1                                                                    | 1                                                                    |

## Torneo Femenino
| Edición                | País sede | Oro       | Plata     | Bronce    |
| ---------------------- | --------- | --------- | --------- | --------- |
| La Paz 1978            | Bolivia   | Bolivia   | Paraguay  |           |
| Rosario 1982           | Argentina | Perú      | Brasil    | Argentina |
| Medellín 2010          | Colombia  | Brasil    | Argentina | Perú      |
| Santiago de Chile 2014 | Chile     | Argentina | Chile     | Brasil    |
| Cochabamba 2018        | Bolivia   | Colombia  | Argentina | Perú      |
| Asunción 2022          | Paraguay  | Perú      | Argentina | Chile     |
| Santa Fe 2026          | Argentina |           |           |           |

### Medallero histórico
| Medallero Histórico de Voleibol Femenino en lo Juegos Suramericanos | Medallero Histórico de Voleibol Femenino en lo Juegos Suramericanos | Medallero Histórico de Voleibol Femenino en lo Juegos Suramericanos | Medallero Histórico de Voleibol Femenino en lo Juegos Suramericanos | Medallero Histórico de Voleibol Femenino en lo Juegos Suramericanos | Medallero Histórico de Voleibol Femenino en lo Juegos Suramericanos |
| ------------------------------------------------------------------- | ------------------------------------------------------------------- | ------------------------------------------------------------------- | ------------------------------------------------------------------- | ------------------------------------------------------------------- | ------------------------------------------------------------------- |
| #                                                                   | País                                                                | Oro                                                                 | Plata                                                               | Bronce                                                              | Total                                                               |
| 1                                                                   | Perú                                                                | 2                                                                   | 0                                                                   | 2                                                                   | 4                                                                   |
| 2                                                                   | Argentina                                                           | 1                                                                   | 3                                                                   | 1                                                                   | 5                                                                   |
| 3                                                                   | Brasil                                                              | 1                                                                   | 1                                                                   | 1                                                                   | 3                                                                   |
| 4                                                                   | Colombia                                                            | 1                                                                   | 0                                                                   | 0                                                                   | 1                                                                   |
| 4                                                                   | Bolivia                                                             | 1                                                                   | 0                                                                   | 0                                                                   | 1                                                                   |
| 6                                                                   | Chile                                                               | 0                                                                   | 1                                                                   | 1                                                                   | 2                                                                   |
| 6                                                                   | Paraguay                                                            | 0                                                                   | 1                                                                   | 0                                                                   | 1                                                                   |

## Medallero histórico
| Medallero Histórico del Voleibol en lo Juegos Suramericanos | Medallero Histórico del Voleibol en lo Juegos Suramericanos | Medallero Histórico del Voleibol en lo Juegos Suramericanos | Medallero Histórico del Voleibol en lo Juegos Suramericanos | Medallero Histórico del Voleibol en lo Juegos Suramericanos | Medallero Histórico del Voleibol en lo Juegos Suramericanos |
| ----------------------------------------------------------- | ----------------------------------------------------------- | ----------------------------------------------------------- | ----------------------------------------------------------- | ----------------------------------------------------------- | ----------------------------------------------------------- |
| #                                                           | País                                                        | Oro                                                         | Plata                                                       | Bronce                                                      | Total                                                       |
| 1                                                           | Argentina                                                   | 6                                                           | 3                                                           | 1                                                           | 10                                                          |
| 2                                                           | Perú                                                        | 2                                                           | 0                                                           | 4                                                           | 6                                                           |
| 3                                                           | Chile                                                       | 1                                                           | 3                                                           | 1                                                           | 5                                                           |
| 4                                                           | Brasil                                                      | 1                                                           | 2                                                           | 1                                                           | 4                                                           |
| 5                                                           | Colombia                                                    | 1                                                           | 1                                                           | 1                                                           | 3                                                           |
| 6                                                           | Bolivia                                                     | 1                                                           | 1                                                           | 0                                                           | 2                                                           |
| 7                                                           | Paraguay                                                    | 0                                                           | 1                                                           | 1                                                           | 2                                                           |
| 8                                                           | Venezuela                                                   | 0                                                           | 1                                                           | 1                                                           | 2                                                           |
| 9                                                           | Ecuador                                                     | 0                                                           | 0                                                           | 1                                                           | 1                                                           |